# Historia secreta de Costaguana
Historia secreta de Costaguana es una novela de Juan Gabriel Vásquez publicada en 2007.

## Argumento
José Altamirano, colombiano de nacimiento, reconstruye la historia de su vida y la de su país, ligado a las vivencias del marinero y escritor polaco Joseph Conrad a quien acusa por haber robado su vida. Su relato es una confesión dirigida a un jurado y a su hija Eloisa. Comienza con el nacimiento de su padre, Miguel Altamirano, en 1820, año de la independencia de Colombia; su abuelo fue un coronel que murió acribillado por un conservador. Miguel Altamirano, a pesar de estudiar leyes en la capital, fue un médico amateur. Desde temprana edad fue un liberal radical y amante del progreso, se enfrentó al poder eclesiástico en más de una ocasión y coordinó boicots en contra del gobierno conservador. Luego de unirse al ejército de José Hilario López y derrocar la dictadura del general José María Melo, decide alejarse de Bogotá y perseguir su destino hacia Panamá. Al llegar a Honda, se hospeda en el hotel de un norteamericano y su joven esposa, Antonia de Narváez, con quien tuvo un encuentro sexual que dio vida a quien sería José Altamirano. Sin embargo, Miguel continuó su camino, escribió cartas de amor para Antonia; ella respondió con un profundo rechazo y guardó el secreto del nacimiento de su hijo bastardo. A los 21 años, José Altamirano, al conocer la verdad sobre la identidad de su padre, emprende un viaje en su búsqueda desde Honda hasta Colón, pueblo que albergó toda clase de investigadores y obreros del Canal de Panamá. José conoció a su padre y se convirtió en el leal compañero de aquel prestigioso periodista que era Miguel Altamirano. Tras firmar el gobierno colombiano un convenio que permitía a una compañía francesa construir el canal, la Ciudad de Colón fue invadida por europeos que iban muriendo lentamente a causa de una epidemia de fiebre amarilla. Miguel Altamirano fue contratado por la compañía para ser el periodista oficial de los avances del canal. Sin embargo, sus informes no fueron parciales y sinceros porque él debía ocultar el fracaso del proyecto del canal; al enterarse Europa de la verdad, la compañía obtuvo miles de denuncias de inversionistas extranjeros quienes pedían la cabeza de todos los cómplices, entre esos Miguel Altamirano, quien muere decepcionado por el no progreso del canal. José se enamora de Charlotte, viuda de un ingeniero francés, con la cual tiene a su hija. Él intenta mantener a su perfecta familia protegida y alejada de la Guerra de los Mil Días que se vivía en ese entonces; no obstante, una noche un joven desertor entró en casa de los Altamirano y asesinó de un disparo a Charlotte. José entra en una profunda depresión y olvida los cuidados de su adolescente hija. Paralelamente, al finalizar la guerra civil, Panamá comienza el proceso de independencia de Colombia a cargo de un complot integrado por autoridades panameñas y norteamericanas a quienes José conoció años antes. El testimonio de José frente al complot contra Colombia pudo haber evitado la pérdida de Panamá, sin embargo, decidió no declarar nada por venganza a su país que tantas penas le dio. El día en que Panamá ganó su independencia, José viajó a Londres y abandonó a Eloisa y a todo su pasado en Colón. En Europa Altamirano llega a la casa del hijo de un expresidente, quien lo presenta a Conrad con el fin de narrarle la historia de su vida. Conrad escribe la primera parte de Nostromo después de su conversación con Altamirano, la cual se publicó en una revista londinense. Altamirano lee el inicio de la novela de Conrad, reconoce en Costaguana, nombre del país del relato, los paisajes, las guerras y las historias de Colombia; pero no se reconoce a él. Indignado, va en busca de Conrad con el fin de reclamar la aparición de su vida en el relato. Para José, Conrad robó su vida luego de contársela toda.

## Estructura
Historia secreta de Costaguana es una narración lineal. Está dividida en tres partes cada una con tres capítulos. La primera introduce a la novela, relata la vida de Miguel Altamirano; en el último capítulo da un salto temporal para ubicarse en el momento en que Conrad se comunica con el hijo del expresidente solicitándole ayuda para escribir su reciente novela sobre un país sudamericano que llamará Costaguana. En la segunda parte, José Altamirano llega a Colón y conoce a su padre, los franceses empiezan la construcción del Canal de Panamá al igual que su exterminio del pueblo; José se casa con la viuda, nace su hija Eloisa y Miguel Altamirano muere de desilusión por el fracaso del proyecto del canal. En la tercera parte, asesinan a la esposa de José, él confiesa conocer el complot de la independencia de Panamá y no hacer nada para detenerlo, viaja a Londres y conoce a Conrad. 
Esta novela está escrita en primera persona porque es una confesión. El narrador se dirige continuamente al lector para aclarar algún asunto, recordar algo pasado o simplemente hacer más ligero el relato. El lenguaje con el que está escrito es coloquial con continuas referencias de la historia de Colombia y la literatura universal. La narración es fluida gracias a la minuciosa descripción, y el relato continuo de hechos llenos de un fino humor negro. 
Historia secreta de Costaguana se puede relacionar con Historia universal de la infamia porque Vásquez, al igual que Borges, utiliza datos irreales para hacer verosímiles los hechos. Altamirano bien dice “se que soy propenso al revisionismo y a la mitografía, sé que a veces puedo descarriarme; pero pronto vuelvo al redil narrativo, a las difíciles reglas de la exactitud y la veracidad”. (Vásquez, p. 17) Solo por hacer ficción de un acontecimiento histórico colombiano del siglo XIX, Historia secreta de Costaguana podría acercarse a Cien años de soledad, pero nada tiene que ver con el realismo mágico. “Este no es un libro en donde los muertos hablan, ni las mujeres hermosas suben al cielo, ni los curas se levantan del suelo a tomar un brebaje caliente” (Vásquez, p. 24). 
La biografía Joseph Conrad: el hombre de ninguna parte (2004), solicitada a Vásquez por editorial Panamericana, fue la obra precursora de lo que sería Historia secreta de Costaguana, pues el autor tuvo un acercamiento a las cartas de Conrad en donde anunciaba que el nombre del país de su próxima novela sería llamado Costaguana y estaría ubicado en Sudamérica. La idea de que Conrad hubiese pisado tierras colombianas para luego relatar sobre ellas, lo emocionó. 
Historia secreta de Costaguana es una novela coherente, concisa y original. Es una nueva visión de la novela histórica colombiana, mezcla ficción con hechos reales para formar una historia totalmente verosímil. Todos los conflictos que se plantean en un principio concluyen a lo largo del texto. Tiene una excelente construcción de los personajes, lograda a partir de abundantes y delicadas descripciones, además sus características son a partir de sus actos, coherentes con el perfil de cada uno. El texto tiene una buena construcción gramatical y narrativa, a pesar de estar organizada en forma lineal, en varias ocasiones desvía la narración a otro punto para encadenarlo sutilmente uno o dos párrafos después. 
Vásquez tiene un estilo de escritura propio, plantea una posición firme en el relato demostrada a través de los comentarios y opiniones políticas sobre Latinoamérica y en especial sobre Colombia (“en Colombia nadie admite que le pase nada a su maldito país”). El tono sarcástico y el humor negro del autor son transmitidos claramente por sus personajes. Además, la autoridad del narrador en el texto obliga al lector depositar toda la confianza en el relato, aceptando que es una ficción y una versión del narrador: “Lo importante no es quién era aquel hombre, sino qué versión estoy dispuesto a dar de su vida, qué papel quiero que juegue en el relato de la mía. De manera que ahora mismo hago uso de mis prerrogativas como narrador, me tomo la poción mágica de la omnisciencia” (Vásquez, p. 89). El texto refleja el buen gusto literario y el profesionalismo del autor; continuamente hace referencias a obras de la literatura universal “Poco antes de morir, Manuela Sáenz recibió la visita de un gringo medio loco que estaba de paso por el Perú. El gringo le explicó que estaba escribiendo una novela sobre ballenas. ¿Se podían ver ballenas por allí? Manuela Saénz no supo qué contestar”. (Vásquez, p. 58) Por último, la precisa delimitación de los lugares y la exacta descripción del ambiente y el contexto histórico, a través de anécdotas y frases como “si crías jesuitas te sacarán las madres”, hacen de la novela una obra sin precedentes.
Juan Gabriel Vásquez, autor de Historia secreta de Costaguana, nació en Bogotá, realizó estudios de literatura latinoamericana en La Sorbona y vive en Barcelona. Ha publicado un libros de relatos, varias novelas, una biografía y ensayos. Colabora con diversos medios latinoamericanos y españoles. 
Vásquez mantiene una relación ambigua con Colombia; así, ha dicho: “A veces se me ocurre que escribo novelas para tratar de entenderla (…) Colombia es lo único que me interesa como novela. Sí, se puede decir que en este momento Colombia es una obsesión”.